# Nika Sandochadse
Nika Sandochadse (georgisch ნიკა სანდოხაძე; * 20. Februar 1994 in Tiflis) ist ein georgischer Fußballspieler.

## Karriere

### Verein
Nika Sandochadse erlernte das Fußballspielen in der Jugend des FC Dinamo Tiflis in der georgischen Hauptstadt Tiflis. Seinen ersten Vertrag unterschrieb er am 1. Juli 2012 beim FC Torpedo Kutaissi. Der Verein aus Kutaissi spielte in der ersten Liga, der Erovnuli Liga. In der ersten Spielzeit kam er in der zweiten Mannschaft zum Einsatz. Nach elf Erstligaspielen wechselte er in die zweite Liga. Hier schloss er sich in Tiflis Lokomotive Tiflis an. Für den Hauptstadtverein bestritt er 24 Zweitligaspiele. Der FC Samtredia, ein Erstligist aus Samtredia, verpflichtete ihn Mitte Juli 2015. 2016 feierte er mit dem Klub die georgische Meisterschaft. 2017 gewann er mit Samtredia den georgischen Supercup. Das Spiel gegen den Pokalsieger FC Torpedo Kutaissi gewann man mit 2:1. Nach 60 Ligaspielen ging er im Januar 2018 in die Ukraine, wo er sich in Lwiw dem Erstligisten Karpaty Lwiw anschloss. Nach vier Erstligaspielen wurde er Ende Juli 2018 bis Jahresende 2018 an den lettischen Erstligisten FK RFS ausgeliehen. Für den Verein aus der Hauptstadt Riga bestritt er acht Erstligaspiele. Nach der Ausleihe kehrte er nach Lwiw zurück. Im August 2019 kehrte er in seine Heimat zurück. Hier nahm ihn der Erstligist FC Iberia 1999 Tiflis unter Vertrag. 2019 gewann er mit Iberia den georgischen Pokal. Das Endspiel am 8. Dezember 2019 gegen Lokomotive Tiflis wurde mit 3:1 gewonnen. Im Januar 2020 nahm ihn sein Jugendverein FC Dinamo Tiflis wieder unter Vertrag. Hier kam er in der ersten Liga jedoch nicht zum Einsatz. Im Juli 2020 wechselte er bis Jahresende auf Leihbasis zu seinem ehemaligen Verein Lokomotive Tiflis. Nach der Ausleihe wurde er im Januar 2021 fest von Lokomotive unter Vertrag genommen. Für Lokomotive bestritt er insgesamt 39 Ligaspiele. Sein ehemaliger Verein FC Torpedo Kutaissi nahm ihn im Januar 2022 wieder unter Vertrag. Mit Kutaissi gewann er 2022 den georgischen Pokal. Im Endspiel besiegte man die zweite Mannschaft von Lokomotive Tiflis mit 2:0. Den georgischen Supercup gewann er mit Kutaissi 2024. Das Finale gegen FC Dinamo Tiflis gewann man mit 2:0. Nach 85 Ligaspielen zog es ihn im Januar 2025 nach Thailand, wo er einen Vertrag beim Erstligisten BG Pathum United FC unterschrieb.

### Nationalmannschaft
Nika Sandochadse spielte in verschiedenen Juniorenmannschaften seines Heimatlandes.

## Erfolge
FC Samtredia
- Georgischer Meister: 2016
- Georgischer Supercupsieger: 2017

FC Iberia 1999 Tiflis
- Georgischer Pokalsieger: 2019

FC Torpedo Kutaissi
- Georgischer Pokalsieger: 2022
- Georgischer Supercupsieger: 2024